# Domingas Lazary do Amaral
Domingas Lazary do Amaral, (Pungo-Andongo, 1883 - Lisboa, 4 de junho de 1954), também conhecida pelo pseudónimo Heloísa d'Abelardo, foi uma escritora, pedagoga, republicana, feminista e ativista pelos direitos da mulheres, membro da Liga Republicana das Mulheres Portuguesas, da Cruzada das Mulheres Portuguesas, do Conselho Nacional das Mulheres Portuguesas e da Maçonaria, e uma das primeiras mulheres em Portugal a escrever sobre a condição das mulheres sob detenção em Angola na segunda década do século XX.  

## Biografia
Nasce na província de Malanje, em Angola, filha de José Lazary e Maria das Neves Barros. Pertence à elite crioula, nome dado aos descendentes de nativos com portugueses emigrados nos territórios colonizados.
Faz os estudos em Lisboa, e regressa a Luanda casada com Sebastião José do Amaral. Aqui, funda o Colégio Infantil de Luanda, um colégio particular.
Em 1908 adere à Liga Republicana das Mulheres Portuguesas em Luanda. Em 1909 é iniciada na Maçonaria Portuguesa sob o pseudónimo Heloísa d'Abelardo, e torna-se parte da loja Humanidade do Direito Humano, em Lisboa, para onde viaja frequentemente. Em outubro de 1910, saúda a Implantação da República Portuguesa a partir de Luanda, enquanto representante da Liga Republicana e membro da elite desta cidade.
Minhas senhoras, é preciso que todas nos interessemos pela reabilitação da nossa Pátria, pois que todas temos um papel importantíssimo a cumprir: a educação dos pequeninos entes que mais tarde serão os cidadãos dignos e capazes de servir honestamente o país. Exijamos nós as professoras um ensino inteiramente laico, e a queima imediata de tudo quanto cheire a santinhos e doutrinas.
É uma das fundadoras da Cruzada das Mulheres Portuguesas, em 1914. 
A partir de 1916, publica no jornal angolano A Capital, e posteriormente no jornal feminista A Semeadora artigos em defesa de mulheres que cumpriam pena de degredo no Depósito Geral dos Degredados em Luanda, nos quais denunciava o o abuso sexual e das condições de vida impostas às mulheres degredadas e a interpretação do regulamento da cadeia. O jornal A Capital recebe um processo judicial, e os artigos de Domingas Lazary são censurados devido à audácia das suas palavras e reivindicações.
Desde 1918 fixa-se em Lisboa, onde dá aulas e escreve para a Alma Feminina, boletim do Conselho Nacional das Mulheres Portuguesas (CNMP) entre 1921 e 1927. Em 1924 apresentou a tese "Educação dos indígenas nas colónias e suas vantagens", no Primeiro Congresso Feminista e de Educação do qual fez parte da comissão organizadora. Colaborou com Arnaldo Brazão na organização do primeiro congresso da Liga Portuguesa Abolicionista em 1926.
Apesar de ser uma das primeiras mulheres a defender maior autonomia de Angola, apoia a visão colonialista como sistema que promove o desenvolvimento de povos indígenas. De facto, Domingas Lazary associava-se e identificava-se com a luta pela emancipação feminista branca, ignorando as mulheres negras, que não eram reconhecidas como um grupo distinto dos homens (apesar da mãe de Domingas Lazary ser negra). Para além da educação de indígenas, condena o envio de degredados para Angola, por constituir um mau exemplo moral.
Em 1929 regressa a Luanda, e afasta-se do (CNMP) por divergências ideológicas relativas à ditadura militar implantada em 1926. Em 1931 regressa a Lisboa com a sobrinha e filha adoptiva, Maria da Piedade Lazary de Matos, que morre prematuramente em 1947. Domingas Lazary sobrevive então a coser roupa e dar explicações.

### Conselho Nacional das Mulheres Portuguesas
Teve presença activa nesta organização, integrava desde 1924 o elenco directivo, e onde desempenhou os seguintes cargos:
- 1921 - suplente da Assembleia Geral
- 1922 - secretária do interior - correspondência
- 1923-1925 - secretária do interior - actas
- 1926 - secretária do interior
- 1927 - vogal da Direcção

Em 1923, foi vogal da comissão para a elaboração do Congresso Feminista e da Educação, organizado para comemorar o décimo aniversário da fundação do Conselho, que se dá em 1924. Neste congresso, contribui com uma comunicação, intitulada A educação dos indígenas nas colónias e suas vantagens (discurso diponível na Wikisource: parte 1 e parte 2).